# Vysokorychlostní trať Šanghaj – Wu-chan – Čcheng-tu

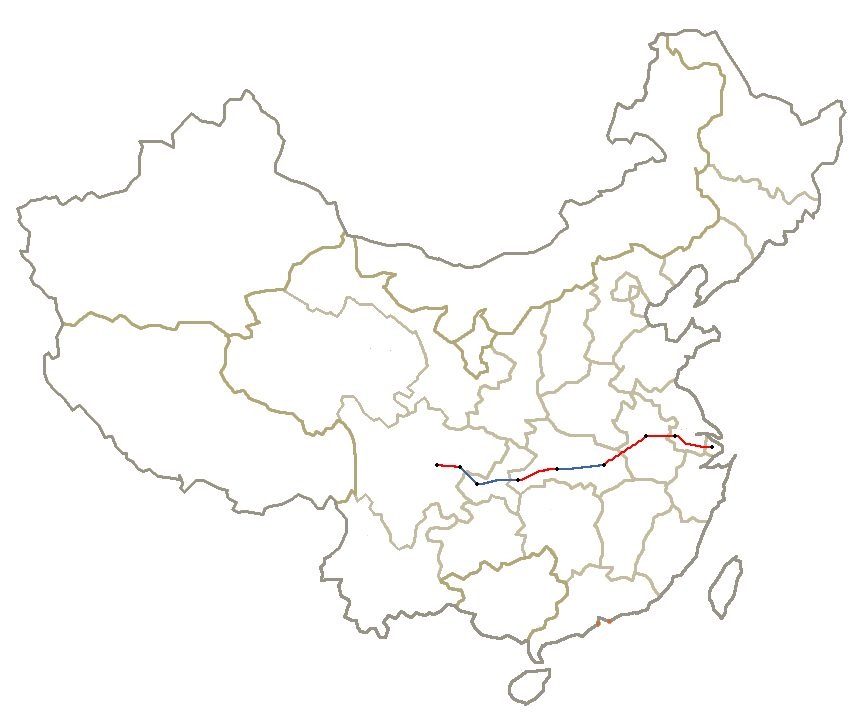
Trasa trati

Vysokorychlostní trať Šanghaj – Wu-chan – Čcheng-tu (čínsky v českém přepisu Chu-chan-žung kchuaj-su kche-jün tchung-tao, pchin-jinem Hùhànróng Kuàisù Kèyùn Tōngdào, znaky 沪汉蓉快速客运通道) je vysokorychlostní trať v Čínské lidové republice. 
Trať má celkovou délku 2078 km. Začíná v Šanghaji na nádraží Šanghaj Chung-čchiao a dále vede mimo jiné přes Nanking (hlavní město provincie Ťiang-su), Che-fej (hlavní město provincie An-chuej), Wu-chan (hlavní město provincie Chu-pej), I-čchang, Čchung-čching a Suej-ning a končí v Čcheng-tu (hlavním městě provincie S’-čchuan. Jedná se o jednu ze čtyř čínských páteřních tratí, vedoucích ve východozápadním směru.
Čínský název trati (čínsky v českém přepisu Chu-chan-žung, pchin-jinem Hùhànróng) je vlastně zkratkou odkazující ke třem velkým městům, přes které trať vede: Chu znamená Šanghaj, chan odkazuje k Wu-chanu a žung znamená ibišek a odkazuje k přezdívce Čcheng-tu zvaného ibiškové město.